# 애니멀 월
동물의 벽(웨일스어: Wal yr Anifeiliaid)은 웨일스 카디프 도심의 캐슬 쿼터에 있는 15마리의 동물을 묘사한 조각된 벽이다. 카디프 성 입구 서쪽에 서 있으며, 1930년대 초에 성 앞의 원래 위치에서 옮겨졌다. 이 성벽의 디자인은 1860년대 버지스가 성을 재건할 때 3대 버트 후작의 건축가였던 윌리엄 버지스가 구상했지만 1880년대 말에서 1890년대 초까지 실행되지 않았다. 모두 버지스가 가장 좋아하는 조각가인 토마스 니콜스가 착수한 원래 9개의 동물 조각이 포함된 이 작업은 이전에 카디프 성과 카스텔 코흐 에서 버지스를 도왔던 윌리엄 프레임의 지휘 아래 진행됐다. 20세기 초에 벽이 옮겨졌을 때, 네 번째 후작이 알렉산터 캐릭에게 현재 부테 공원 앞에 있는 확장된 벽에 6개의 조각품을 추가로 조각하도록 의뢰했다. 동물의 벽은 1등급 건축물로 등록돼 있다.

## 역사 및 설명
존 크리치턴-스튜어트는 1848년 생우 6개월의 나이에 아버지의 사망으로 뷰트 후작 작위를 계승했다.  21번째 생일에 그는 천주교로 개종했고 그를 "세계에서 가장 부유한 사람"으로 만든 유산을 물려받았다.  그의 유산에는 증조부가 윈저 2세 자작 허버트 윈저의 상속녀 샬롯 윈저와의 결혼으로 부테 가문에 물려준 사우스 웨일즈의 영지가 상당 부분 포함돼 있었다. 이 영지는 후작 부인이 경멸했던 건물인 카디프 성(을 중심으로 형성되었는데, "나는 이 성이 예술에서 모범이 될 만한 것과는 거리가 멀다는 사실에 고통스럽게 살아가고 있다"고 말했다.  1865년, 그는 윌리엄 버지스를 만났다.  이는 버지스의 아버지의 엔지니어링 회사인 워커, 버지스 앤 쿠퍼가 제2대 후작을 위해 카디프의 이스트 뷰트 부두 공사를 맡았기 때문일 수 있다.  부테와 버즈는 1881년 버지스가 사망할 때까지 후원자이자 건축가로서 파트너십을 맺어 카디프 성과 카디프 북쪽에 있는 또 다른 성터인 카스텔 코크를 모두 개조했다. 건축 작가인 마이클 홀은 이 건물을 "고딕 부흥이 이룩한 가장 웅장한 건축물 중 하나"라며 버지스의 최고작으로 꼽는다. 
동물의 벽은 1866년 버지스가 설계했지만 1881년 버지스가 사망한 후인 1890년에야 완공됐다. 버지스는 원래 성 앞 해자에 라파엘 이전 시대의 정원을 건설할 계획을 세웠고, 성벽에 포도 덩굴을 심어 화단을 조성했다. 시계탑의  가장 낮은 두 층은 정원사를 위한 숙소를 제공하고 해자로 직접 접근할 수 있도록 했다. 버즈에 대한 최고의 권위자인 조셉 모다언트 크룩은 이 정원이 완성됐다면 "버지스의 가장 행복한 장치 중 하나이자 독특한 라파엘 이전 시립 정원으로 남았을 것"이라고 평가한다.  정원의 거리 쪽 벽은 1885년에 완성됐지만 동물 조각은 1880년대 후반에야 시작됐다.   성과 동물 벽의 건축 작업은 버지스의 조수인 윌리엄 프레임이 맡았다.  원래 9개의 동물 형상은 버지스가 가장 좋아하는 조각가인 토마스 니콜스가 조각했으며 하이에나, 늑대, 개코원숭이 두 마리, 물개, 곰, 암사자, 스라소니, 사자 두 마리가 포함됐다.  

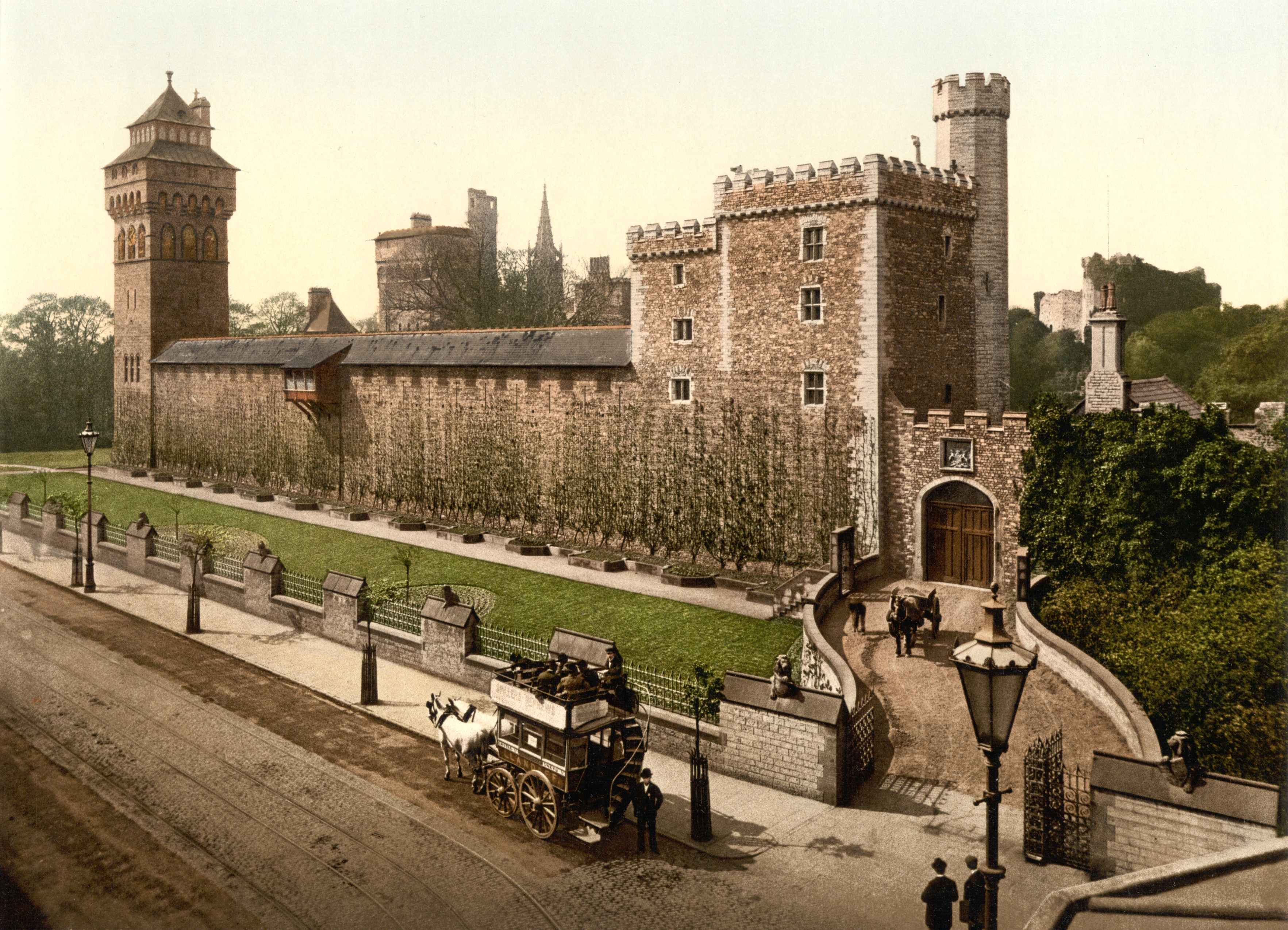
카디프 성 앞 동물의 벽(c. 1890)

벽은 1922년 약  듀크 스트리트와 캐슬 스트리트(현재 A4161)의 성 앞 도로 확장 공사로 인해 카디프 성 외곽에서 현재 위치인 뷰트 공원 외곽으로 50 미터 (160 ft) 옮겨졌다. 1931년에 개미를 잡아먹는 펠리컨, 너구리 2마리, 표범, 비버, 독수리 등 여섯 개의 조각품이 추가됐다. 이 동물들은 알렉산더 캐릭이 조각했다. 사우스 웨일즈 에코에 실린 도로시 하워드 로우랜드의 만화 연재에 등장했다. 1970년대 시의회 계획자들은 캐슬 스트리트를 더 넓히기 위해 동물의 벽을 철거할 계획을 세웠지만 나중에 그 아이디어는 포기되었다.
이 동물들은 원래 자연주의적인 색으로 칠해졌지만 페인트칠이 급속도로 악화되어 제거됐다.  560만 파운드 규모의 부테 공원 개보수 공사로 인해 2010년 7월에 동물 복원이 시작됐다. 이 수리 과정에서 90년대 후반부터 없어진 개미핥기의 코와 원래 있었던 아홉 마리의 동물로부터 사라진 유리 눈이 교체되었다. 이 작업은 2010년 10월에 종료됐다. 동물의 벽은 영국의 등록문화재 1등급 구조물로 등재되어 있다.

## 같이 보기
- 카디프의 등급 I 등록 건물

## 노트
1. ↑  Pauline Sargent, a member of the South Glamorgan County Architects department and curator of an exhibition of Burges drawings and stained glass cartoons held at Cardiff Castle from July to August 1977 suggests that John (James) McConnochie may have made the introduction. McConnochie was employed by Burges, Walker and Cooper, Burges' father's firm, and subsequently worked for Bute as Chief Engineer at Cardiff Docks.[3]
2. ↑  John Newman in his Glamorgan volume of Pevsner's Buildings of Wales, suggests that Burges drew inspiration from the sketchbooks of the medieval mason Villard de Honnecourt.[6]
3. ↑  William Frame's later years were marred by alcoholism. In October 1890, Bute recorded in his diary, "Frame being drunk again, had to dismiss him".[7]
4. ↑  A plaster cast of one of the sculptures, the beaver, was exhibited at the exhibition held at the National Museum of Wales in 1981, the centenary of Burges' death.[9]
5. ↑  The design and construction of the wall led to correspondence in the press. William Frame wrote to the Western Mail on 12 January 1892; "Sir,-Please correct errors that have appeared in The Building News for January 1 and 8, 1892. In your notice of the illustrations of the animals upon the outer walls of Cardiff Castle the late Mr Burges' name is given as architect, and Mr T Nicholls sculptor. The latter name is correct, the former is not. Mr Burges had nothing whatever to do with any portion of this work, which was carried out entirely by yours, etc."[11] Frame was being disingenuous, although he executed the design, the concept was Burges', dating back to a sketch of 1866.[12]